# Georgiërs
De Georgiërs of Kartveliërs (Georgisch: ქართველები, Kartvelebi) zijn een volk en een Kaukasische inheems etnische bevolkingsgroep, dat afkomstig is uit het huidige Georgië en omliggende gebieden die historisch geassocieerd zijn met de Georgische koninkrijken. In omliggende landen, maar ook in de Verenigde Staten en de Europese Unie woont een significante Georgische diaspora. De term "Georgiërs" wordt tevens gebruikt als benaming voor de staatsburgers van Georgië. De Georgiërs spreken vooral het Georgisch, een Kartveelse taal.

## Verspreiding en omvang
Buiten Georgië zijn er ook grote groepen etnische Georgiërs in Rusland, Griekenland, Turkije, Oekraïne, West-Europa en de VS. Samen tellen zij ongeveer vijf miljoen mensen.

## Religie
De grote meerderheid van de Georgiërs is christen en behoort voornamelijk tot de Georgisch-Orthodoxe Kerk. De Adzjaren in de autonome republiek Adzjarië en in de regio Goeria in het zuidwesten van Georgië vormen een Georgische islamitische minderheid. Een kleine minderheid is katholiek, jehova of joods.

## Subgroepen en verwante groepen
De exacte afbakening van de Georgische etniciteit varieert. Meestal worden de Mingreliërs en de Svaneten tot de moderne Georgische etniciteit en natie gerekend. De Mingreliërs spreken een verwante taal, het Mingreels, alsmede de Svaneten die het Svanetisch spreken. Daarom worden ze soms niet tot de Georgiërs in enge zin gerekend en dus als een losstaande, vooral op taal gebaseerde etnische groep gezien. Wanneer men de Georgische etniciteit breder trekt, dan worden naast de Mingreliërs en de Svaneten ook de verwante Lazen tot de Georgiërs gerekend. De Lazen in Georgië zijn zich steeds meer gaan identificeren met de Georgiërs, maar de Lazen in Turkije hebben hun aparte identiteit grotendeels behouden. Meestal worden de Lazen echter als een aparte, maar verwante groep gezien.
De regionale subgroepen van Georgiërs in enge zin, die Georgische dialecten spreken, voelen zich etnische Georgiërs, maar de mate van regionale identiteit en verwantschap verschilt. Deze subgroepen zijn:
- Adzjaren
- Chevsoeren
- Toesjen
- Imereti
- Goeria
- Mescheti
- Letsjchoemi
- Ratsja
- Kartli
- Psjavi
- Chevi
- Saingilo
- Faridan in Iran

## Geschiedenis
De geschiedenis van Georgië gaat terug tot het paleolithicum. Sinds die tijd is het gebied constant door mensen bewoond geweest. In haar geschiedenis is Georgië staatkundig gezien maar zelden één geheel geweest. Vaak werd het geheel of gedeeltelijk door omringende grootmachten beheerst.
In de oudheid lagen in het binnenlandse gebied van het huidige Georgië de koninkrijken Colchis en Iberië, die beide in de vierde eeuw overgingen op het christendom. Daarmee waren de Georgiërs bij alle verdeeldheid voortaan niet alleen verbonden door hun Zuid-Kaukasische taal, maar ook door hun eigen Georgisch-orthodoxe godsdienst. Zowel taal als godsdienst hebben zich steeds kunnen handhaven.
Alleen in de elfde en twaalfde eeuw, de Georgische gouden eeuw, was het land zelf een regionale mogendheid. Dit Georgische koninkrijk was omstreeks het jaar 1000 ontstaan, nadat verschillende vorstendommen zich hadden weten los te maken van Byzantijnen, Perzen en Arabieren. De Georgiërs werden sinds die tijd geregeerd door de Bagrationi en dat bleef zo toen Georgië in de veertiende eeuw weer uiteenviel en de speelbal werd van Aziatische steppevolken, Perzen en Turken. Omstreeks 1800 kozen deze Bagrationi voor de bescherming van het opkomende Rusland. Gedurende ruim een eeuw hoorde Georgië bij het Russische tsarenrijk en na een kortstondige onafhankelijkheid als Democratische Republiek Georgië behoorde het tot de Sovjet-Unie. In 1991 wist het land zich daarvan los te maken.